# Belagere, Challakere
Belagere là một làng thuộc tehsil Challakere, huyện Chitradurga, bang Karnataka, Ấn Độ.